# Diakonie Rolnička
Diakonie ČCE – středisko Rolnička (Diakonie Soběslav) je jedním ze středisek Diakonie Českobratrské církve evangelické. Poskytuje služby pro děti a dospělé s mentálním a kombinovaným postižením. Středisko je úzce spojeno se speciální školou Diakonie Soběslav.

## Historie

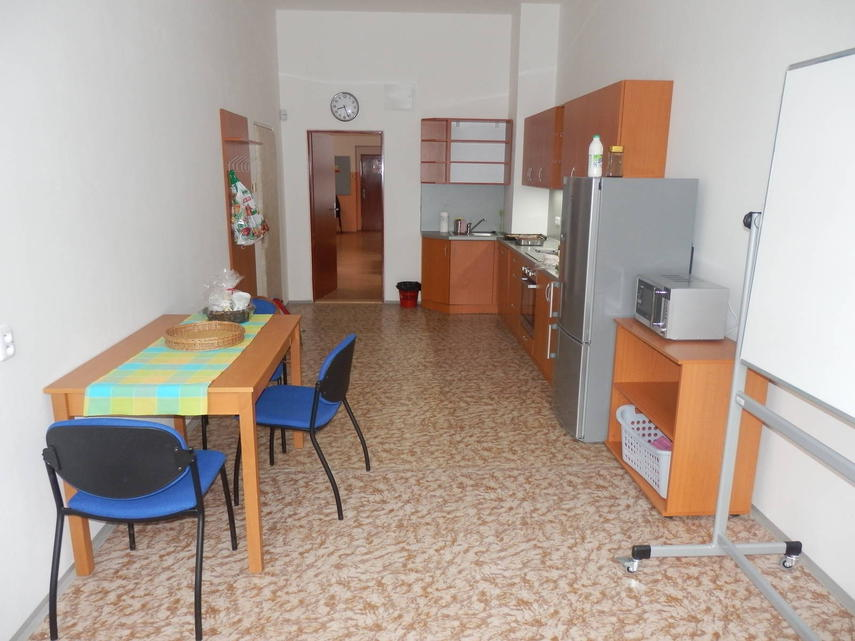
Cvičná kuchyně, sociálně terapeutická dílna, Tábor

Středisko Rolnička vzniklo v roce 1993 z iniciativy členů sboru ČCE v Soběslavi. Středisko získalo do pronájmu prostory bývalého internátu SOU v Jiráskově ulici v Soběslavi. První poskytovanou službou byl denní stacionář pro děti s mentálním postižením, později i pro dospělé. Středisko se však věnovalo i vzdělávání, proto byla od roku 1995 otevřena speciální škola. V roce 1996 se prostory střediska rozšířily a mohl být zahájen provoz chráněné dílny. Vzhledem k postupné změně věkového složení klientů byl v roce 1998 zakoupen dům v Bezděkově ulici, který měl sloužit pro dospělé klienty. V roce 2003 byla jeho rekonstrukce dokončena a provoz zde zahájily chráněné dílny, chráněné bydlení, čajovna, později centrum denních služeb. V roce 2001 se celé středisko přestěhovalo do prostor bývalé ZŠ v Mrázkově ulici a získalo tak vyhovující bezbariérové prostory. Rolnička se doposud svými službami specializuje především na zaměstnávání a podporu zaměstnávání osob s handicapem, v průběhu dalších let proto vznikly sociálně terapeutické dílny, další pracovní místa na chráněném i volném pracovním trhu.

## Poskytované služby

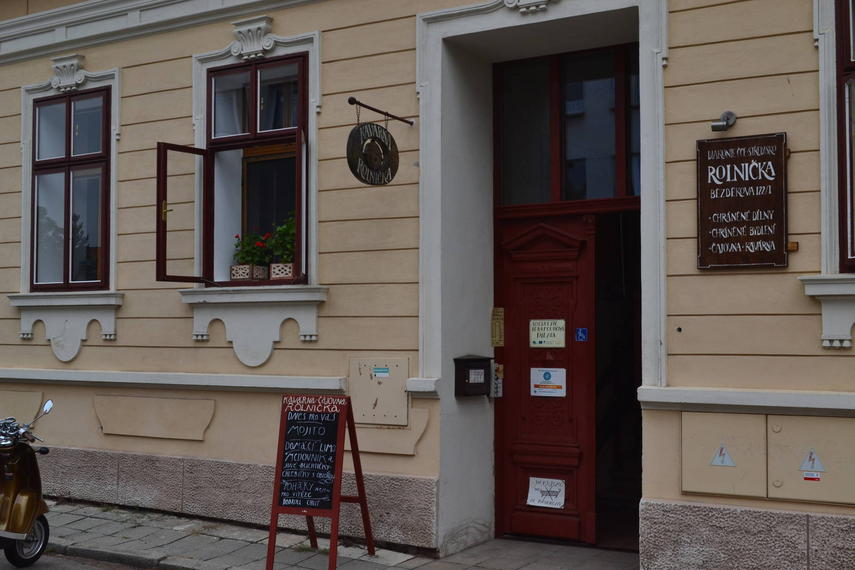
Čajovna - kavárna Rolnička, Soběslav

V roce 2016 poskytovala Diakonie Soběslav 9 druhů služeb:
- Centrum denních služeb pro děti a mladistvé (Soběslav)
- Osobní asistence (Soběslav, Tábor)
- Centrum denních služeb pro dospělé (Soběslav)
- Chráněné bydlení (Soběslav, Tábor)
- Sociálně terapeutická dílna (Soběslav, Tábor)
- Chráněná dílna (Soběslav)
- Čajovna – kavárna Rolnička (Soběslav)
- Obchody dobré vůle (Tábor)
- Dobrovolnické centrum (Soběslav)

## Obchod dobré vůle

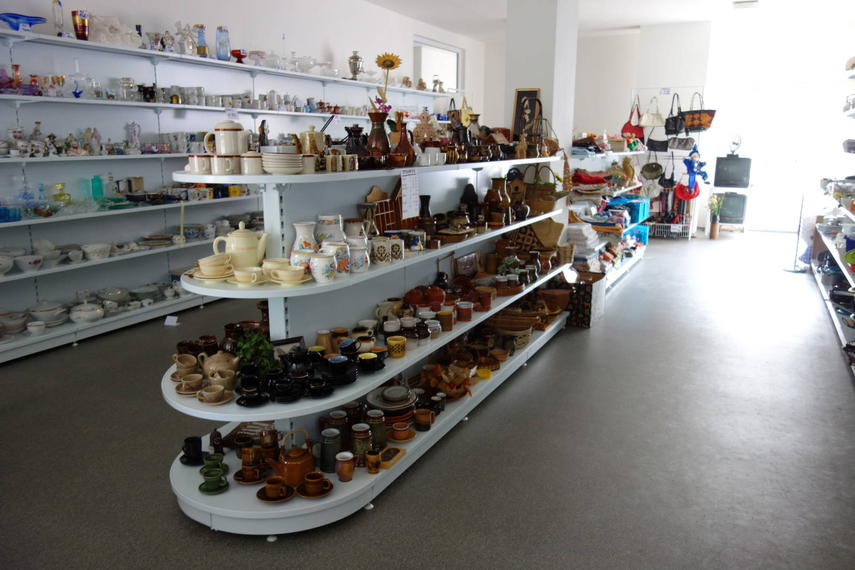
Obchod dobré vůle, Tábor

Obchod dobré vůle je inspirovaný americkými obchody Goodwill. Lidé zde mají možnost darovat nepotřebné, ale zachovalé zboží, které je následně prodáváno za výhodnou cenu. V obchodě jsou zaměstnáváni lidé s postižením. Středisko provozuje dva obchody, oba v Táboře. Otevřeny byly v roce 2015 a 2016.